# Stalachtis melini
Stalachtis melini är en fjärilsart som beskrevs av Felix Bryk 1953. Stalachtis melini ingår i släktet Stalachtis och familjen juvelvingar. Inga underarter finns listade i Catalogue of Life.